# Delihasanyurdu, Hekimhan
Delihasanyurdu là một xã thuộc huyện Hekimhan, tỉnh Malatya, Thổ Nhĩ Kỳ. Dân số thời điểm năm 2011 là 124 người.